# Chełmce (gmina)
Chełmce – dawna gmina wiejska istniejąca w latach 1934–1954 i 1973–1976 w woj. poznańskim/woj. pomorskim/woj. bydgoskim (dzisiejsze woj. kujawsko-pomorskie). Siedzibą władz gminy były Chełmce.
Gmina zbiorowa Chełmce została utworzona 1 sierpnia 1934 roku w powiecie mogileńskim w woj. poznańskim z dotychczasowych jednostkowych gmin wiejskich: Chełmce, Chełmiczki, Gocanowo, Jerzyce, Kicko, Łabędzin, Morgi, Orpikowo, Rusinowo, Witowice, Zaborowo i Złotowo (oraz z obszarów dworskich położonych na tych terenach lecz nie wchodzących w skład gmin). 1 kwietnia 1938 gmina została przyłączona do woj. pomorskiego, gdzie weszła w skład powiatu inowrocławskiego (przeniesionego równocześnie w całości z woj. poznańskiego do pomorskiego). 6 lipca 1950 roku zmieniono nazwę woj. pomorskiego na bydgoskie.
Według stanu z dnia 1 lipca 1952 roku gmina składała się z 16 gromad: Brześć, Chełmce, Chełmiczki, Głębokie, Gocanowo, Gocanówko, Jerzyce, Karsk, Kicko, Kobylnica, Łabędzin, Ostrowo n. Gopłem, Ostrówek, Popowo, Rusinowo i Złotowo. Jednostka została zniesiona 29 września 1954 roku wraz z reformą wprowadzającą gromady w miejsce gmin.
Gminę Chełmce przywrócono w powiecie inowrocławskim, w woj. bydgoskim wraz z reaktywowaniem gmin z dniem 1 stycznia 1973 roku. 1 czerwca 1975 roku gmina znalazła się w nowo utworzonym („małym”) woj. bydgoskim. 15 stycznia 1976 roku gmina została zniesiona przez połączenie jej terenów z dotychczasową gminą Kruszwica w nową gminę Kruszwica.